# Schildia guatemalae
Schildia guatemalae là một loài ruồi trong họ Asilidae. Schildia guatemalae được Martin miêu tả năm 1975. Loài này phân bố ở vùng Tân nhiệt đới.